# 琼岛沼兰
琼岛沼兰（学名：Crepidium insulare）为兰科沼兰属下的一个种。

## 扩展阅读
維基物種上的相關：琼岛沼兰